# Sarcophanops steerii
Sarcophanops steerii é uma espécie de ave da família Eurylaimidae.
É endémica das Filipinas.
Os seus habitats naturais são: florestas subtropicais ou tropicais húmidas de baixa altitude, florestas de mangal tropicais ou subtropicais e matagal húmido tropical ou subtropical.
Está ameaçada por perda de habitat.